# 白樺 (作家)
白樺（1930年11月20日—2019年1月15日），原名陈佑华，男，河南潢川人，中國作家。孪生兄弟叶楠。

## 生平
1930年出生于河南省信阳。1945年考入中學，同年创作了处女作《织工》发表在《豫南日报》。
1947年参加中国人民解放军。1952年任昆明军区创作组组长。1955年先后出版《边疆声音》等小说集和《金沙江的怀念》等抒情诗集。1957年反右运动期间被划入“右派”，其作品亦被批判。1976年文革结束后写出话剧《曙光》，1979年發表反映文革苦難的電影劇本《苦戀》，1980年该小说被翻拍为电影《太阳和人》。1982年创作了话剧《吴王金戈越王剑》，以其审视吴越争霸历史角度之新引发了巨大的思考和争议。1985年在上海作家協會工作，1990年代退休，2009年发表了长诗《从秋瑾到林昭》。
2019年1月15日凌晨2时15分於上海華山醫院逝世，享壽89歲。